# Philipp von Gemmingen, genannt Grünewald
Philipp von Gemmingen, genannt Grünewald († um 1520; † 1544 oder 1549) war Reichsritter mit Besitz und Rechten in Gemmingen. Er war der letzte männliche Nachkomme der Linie der Velscher der Freiherren von Gemmingen und galt als wunderlicher Abenteurer.

## Leben
Er entstammte der Gemminger Familienlinie der Velscher und war ein Sohn von Wilhelm von Gemmingen († 1523) und der Barbara von Rinderbach († 1561). Der Vater wurde relativ jung 1523 bei Landstuhl erschossen, die Mutter heiratete darauf den Horkheimer Ortsherrn Vollmar Lämlin. Nach dem frühen Tod seines Onkels Eberhard († um 1532) beanspruchte sein Onkel Hans († 1552) für sich und den damals noch minderjährigen Philipp Eberhards gehabte Lehen. Da Hans ohne männliche Nachkommen war, sprach man die Lehen, zu denen ein „Haus“ in Gemmingen und weitere Güter zählten, 1536 allein Philipp zu. Bei dem „Haus“ handelt es sich aus dem Kontext der vorhergehenden Belehnungen heraus vermutlich um eines der Gemminger Schlösser, am ehesten um das von den Velschern erbaute und bis heute bestehende Unterschloss.
Seinen Beinamen Grünewald erhielt er, weil er einst impulsiv ohne Mantel, Hut und Gewehr seine Studien verlassen hatte und angab, „als durch den grünen Wald“ zu wollen. Reinhard der Gelehrte bezeichnet ihn als wunderlichen Abenteurer, von dem man viele Eulenspiegelpossen erzählt hätte. Der Gemminger Pfarrer David Pistorius, der um 1600 eine Chronik der Familie begann, berichtet, Philipp habe eine Fehde gegen den Grafen von Hohenlohe und den Markgrafen von Brandenburg-Ansbach geführt und seinen Kontrahenten gemeinsam mit dem in viele Fehden verwickelten Wolf Oeffner viel Schaden zugefügt.
Über sein Todesjahr gibt es unterschiedliche Angaben. So soll er entweder 1544 im Fußvolk der kaiserlichen Truppen oder aber 1549 gestorben sein. Er war verheiratet mit Ursula Leiningerin von Leinburg, die sich 1550 neu mit Wilhelm VIII. von Angelach-Angelach zu Streichenberg verheiratete. Philipps Ehe blieb kinderlos, mit ihm erlosch die Hoffnung auf Nachwuchs der Velscher. Sein greiser Onkel Hans, der bald nach ihm starb, übergab 1551 die württembergischen Lehen, die die Familienlinie gehabt hatte, an Wolf von Gemmingen († 1555) aus der Linie Gemmingen-Guttenberg.